# Geeta Phogat
Geeta Phogat (15 de diciembre de 1988) es una luchadora india de lucha libre. Participó en los Juegos Olímpicos de Londres 2012 en la categoría de 55 kg, consiguiendo un 13.º puesto. Compitió en cinco campeonatos mundiales. Ganó una medalla de bronce en 2012. Terminó en el décimo puesto en Juegos Asiáticos de 2010. Conquistó dos medallas de bronce en Campeonatos Asiáticos, de 2012 y 2015. Segunda en la Copa del Mundo en 2012. Ganadora de la medalla de oro en Juegos de la Mancomunidad de 2010.
Su prima Vinesh Phogat y hermana Babita Kumari también compiten como luchadoras.

## Adaptaciones
En 2016 se estrenó Dangal, una película biográfica deportiva dramática dirigida por Nitesh Tiwari. Es protagonizada por Aamir Khan como Mahavir Singh Phogat, quien enseñó lucha libre a sus hijas Geeta Phogat y Babita Kumari.